# Jonction triple du Chili

Carte des plaques tectoniques. Le point triple du Chili, en bas au centre de l'image, est à la jonction des plaques antarctique, de Nazca et sud-américaine

La jonction triple du Chili est une jonction triple située dans l'océan Pacifique.
Elle est centrée au large de la péninsule de Taitao, sur la côte sud du Chili, et est formée par les plaques antarctique, de Nazca et sud-américaine.
Elle résulte de la subduction de la dorsale du Chili sous la plaque sud-américaine, dans la fosse Pérou-Chili.